# Zwarte trui
De zwarte trui is in de wielersport een trui die door de leider in een bepaald klassement wordt gedragen. De zwart trui kan onder andere verwijzen naar:
- De historische trui voor de laatste die de finish in de Ronde van Italië bereikte
- De historische leiderstrui in de Ronde van België
- De jongerentrui in de Tour Down Under

## Literair
- Opkomst en Ondergang van de Zwarte Trui is het titelverhaal van een in 1981 verschenen bundel van Bob den Uyl. Het is een fantasieverhaal over een geheime wielerronde die wordt verreden in een verlaten kolenmijn.

Algemeen klassement · Bergklassement · Combinatieklassement · Jongerenklassement · Ploegenklassement · Puntenklassement · Strijdlustklassement · Tussensprintklassement
 Blauwe trui ·   Bolletjestrui ·  Gele trui ·  Groene trui ·  Paarse trui ·  Rode trui ·  Roze trui ·  Witte trui ·  Zwarte trui ·  Regenboogtrui ·  Sterrentrui